# یواس‌اس آگوستا (۱۷۹۹)
یواس‌اس آگوستا (۱۷۹۹) (به انگلیسی: USS Augusta (1799)) یک کشتی بود.